# Route nationale 50 (France)
Pour les articles homonymes, voir N50 et Route nationale 50.
La route nationale 50 (RN 50 ou N 50) est une ancienne route nationale française reliant Arras à  Douai.
Autrefois, avant les déclassements des années 1970, elle possédait aussi un tronçon de Douai à la frontière franco-belge vers Tournai, via Orchies, tronçon aujourd'hui déclassé en D 938.
Le 1er janvier 2006 elle a été transférée aux départements, dans le cadre de la décentralisation (loi du 13 août 2004). Elle a été renumérotée D 950 dans le Pas-de-Calais et D 650 dans le Nord.

## Tracé d'Arras à Douai D 950, D 650
Les communes traversées sont :
- Arras (km 0)
- Saint-Laurent-Blangy (km 1)
- Gavrelle (km 8)
- Fresnes-lès-Montauban (km 11)
- Vitry-en-Artois (km 14)
- Brebières (km 18)
- Lambres-lez-Douai (km 22)
- Douai (km 24)

### Sorties
- Échangeur entre RD 917 et RD 950
- D 919 : Saint-Laurent-Blangy, Roclincourt, Bailleul-Sir-Berthoult, Rouvroy
- Aire de repos de Saint-Laurent-Blangy (sens  Douai - Arras)
- D 60 : Z.A. Actiparc Magnapark
- D 49/D 33 : Gavrelle, Rœux, Fampoux, Vimy, Rouvroy
- Échangeur entre A1 et RD 950
- D43 : Biache-Saint-Vaast, Plouvain

## Ancien tracé de Douai à Tournai (D 938)
Les communes traversées étaient :
- Douai
- Raches
- Flines-lez-Raches
- Coutiches
- Orchies
- Bercu, commune de Mouchin
- Belgique N 508